# Dolichurus haemorrhous
Dolichurus haemorrhous är en  stekelart som beskrevs av A. Costa 1886. Dolichurus haemorrhous ingår i släktet Dolichurus och familjen Ampulicidae. Inga underarter finns listade i Catalogue of Life.